# Zaręby (powiat makowski)
Zaręby – wieś sołecka w Polsce położona w województwie mazowieckim, w powiecie makowskim, w gminie Karniewo.
| SIMC    | Nazwa       | Rodzaj    |
| ------- | ----------- | --------- |
| 1055180 | Nowe Zaręby | część wsi |

W latach 1975–1998 miejscowość należała administracyjnie do województwa ciechanowskiego.